# シプリアン・カツァリス
シプリアン・カツァリス（Cyprien Katsaris、1951年5月5日 - ）は、フランス出身の世界的なピアニスト、作曲家。

## 来歴
マルセイユでギリシア系キプロス人の家庭に生まれる。父の仕事の都合で、幼くして両親と共にアフリカのカメルーンに移住。4歳でピアノのレッスンを始める。最初の師はマリ＝ガブリエル・ルーヴェルスだった。
1964年、パリ音楽院に入学。ピアノをアリーヌ・ヴァン・バランヅァンとモニク・ド・ラ・ブリュショルリに師事。1969年、ピアノで最優秀賞を受ける。さらに室内楽をルネ・ルロワとジャン・ユボーに学び、1970年に最優秀賞を受ける。
1966年5月8日、シャンゼリゼ劇場にて、パリで最初の公開コンサートを開く。この時は「音楽の王国」青年コンクールの「騎士」としての出場だった。演目はフランツ・リストの『ハンガリー幻想曲』で、ルネ＝ピエール・シュートー指揮のイル＝ド＝フランス交響楽団との協演だった。
1970年、パリでアルベール・ルーセル基金賞を受ける。またこの年には、チャイコフスキー国際コンクールでも入賞している。1972年には、アントウェルペンでアレックス・デ・フリース基金賞、ベルギーのエリザベート王妃国際音楽コンクールにおいて9位入賞と受賞を重ねる。このコンクールでは、西欧出身者として唯一の入賞者であった。1974年、ヴェルサイユでジョルジュ・シフラ国際ピアノコンクールに出場し、最優秀賞を受ける。1977年、ブラチスラヴァでユネスコ主催の国際青年演奏家演壇に入賞。
演奏は超絶技巧的な面と詩人的な面を併せ持っている。また、内声の処理が非常に巧みである。代表的な録音に、ショパンのワルツ集に収録されている『ワルツ 嬰ハ短調 作品64-2』や、フランツ・リスト編曲版からカツァリス自身がさらに編曲し直したベートーヴェンの「交響曲全集」がある。
現在は、カツァリス自身が設立したレーベル「PIANO21」において様々なレコーディングや自身の過去の録音の復刻を行っている。
また、新興宗教であるサイエントロジーの信者であることを公表しており、2004年には王子ホールより出されている小冊子「王子ホールマガジン」の夏号などにおいて信仰告白をしている。

## 出演
- 趣味百科 「ショパンを弾く」 （NHK教育、1993年）